# Limnodynastes depressus
A Limnodynastes depressus a kétéltűek (Amphibia) osztályának békák (Anura) rendjébe, a mocsárjáróbéka-félék (Limnodynastidae) családjába, azon belül a Limnodynastes nembe tartozó faj.

## Előfordulása
Ausztrália endemikus faja. Ausztrália Nyugat-Ausztrália államának északkeleti részén a Kimberley régióban, és az Északi területen a Keep-folyó környékén honos. Elterjedési területének mérete nagyjából 11 000 km².

## Nevének eredete
A depressus névvel, aminek jelentése lapított, a faj egyedeinek ellapított formájú fejére utaltak.

## Megjelenése
Közepes termetű békafaj, testhossza elérheti az 5,5 cm-t. Háta barna vagy barnássárga színű, rajta sötétebb barna foltokkal. Feje ellapított formájú, szélesen ülő szemekkel. Hasa fehér. Arany színű pupillája csaknem kerek. Lábfejein alig kivehető úszóhártya van. Ujjainak végén nincsenek korongok. A hímeknek erőteljes mellső lábuk van, negyedik ujjuk végén meghosszabbodott ujjperccel.

## Életmódja
A párzás az esős évszakban, nyáron következik be. Petéit habos csomókban rakja le az elárasztott réteken kialakult időszakos pocsolyákba, mocsaras területek vizének felszínére. Az ebihalak hossza elérheti a 10,5 cm-t, színük arany vagy szürke, egyenletes eloszlású barna pettyekkel tarkítva. Az ebihalak gyakran a víz mélyén maradnak. Teljes kifejlődésük két hónapig tart.

## Természetvédelmi helyzete
A vörös lista a nem fenyegetett fajok között tartja nyilván. Elterjedési területén, Nyugat-Ausztrália és az Északi terület határán fekvő Keep River Nemzeti Parkban védett.